# Down to Earth (album Jem)
Down to Earth – drugi album studyjny Jem wydany 16 września 2008 roku i będący kontynuacją jej poprzedniego, cieszącego się powodzeniem albumu Finally Woken z 2004 roku.
Jem napisała album z pomocą takich ludzi jak: Jeff Bass, Lester Mendez oraz Greg Kurstin. Album zawiera m.in. takie utwory jak "Aciiid!", w którym Jem śpiewa po japońsku oraz utwór "You Will Make It" nagrany wspólnie z pochodzącym z Południowej Afryki piosenkarzem, pisarzem piosenek i poetą aktywistą Vusi Mahlaselaem odnoszący się do zamachów z 11 września 2001 i radzenia sobie z poczuciem straty.
Jeden z utworów z nowej płyty - "It's Amazing" znalazł się na soundtracku do filmu Seks w wielkim mieście (Sex and the City, 2008).
Piosenka "I Always Knew" również została wykorzystana w jednym z seriali telewizyjnych -  debiutującym we wrześniu 2008 r. "90210" (S01e02). 
Piosenka "Keep On Walking" została wykorzystana w ostatnich scenach finałowego odcinka drugiego sezonu serialu "Damages".

## Edycja Standardowa
| #   | Tytuł                                         | Autorzy                                       | Producent     | Czas |
| --- | --------------------------------------------- | --------------------------------------------- | ------------- | ---- |
| 1.  | "Down To Earth"                               | Jem, Jeff Bass, Justin Griffiths              | Jeff Bass     | 4:34 |
| 2.  | "Crazy"                                       | Jem Griffiths, Jeff Bass                      | Jeff Bass     | 3:39 |
| 3.  | "I Want You To..."                            | Jem Griffiths, Lester Mendez, Lucas MacFadden | Lester Mendez | 3:39 |
| 4.  | "It's Amazing"                                | Lester Mendez, Jem Griffiths                  | Lester Mendez | 3:58 |
| 5.  | "Keep On Walking                              | Jem Griffiths, Jeff Bass                      | Jeff Bass     | 4:12 |
| 6.  | "You Will Make It" (featuring Vusi Mahlasela) | Jem Griffiths, Justin Griffiths               | Mike Bradford | 6:12 |
| 7.  | "I Always Knew"                               | Lester Mendez, Jem Griffiths                  | Lester Mandez | 3:10 |
| 8.  | "Got It Good"                                 | Jem Griffiths, Jeff Bass                      | Jeff Bass     | 4:22 |
| 9.  | "Aciiid !"                                    | Greg Kurstin, Jem Griffiths                   | Greg Kursting | 2:57 |
| 10. | "How Would You Like It"                       | Jem Griffiths, Justin Griffiths               | Mike Bradford | 4:02 |
| 11. | "And So I Pray"                               | Jem Griffiths, Kevin Beber                    | Mike Bradford | 2:42 |
| 12. | "On Top of The World"                         | Lester Mendez, Jem Griffiths                  | Lester Mendez | 4:52 |